# (153814) 2001 WN5
(153814) 2001 WN5 is de een planetoïde die op 26 juni 2028 de Aarde zal passeren, op een afstand van ongeveer 250 000 kilometer en zou dus een aardscheerder zijn.
Het is een van de vier nieuwe NEA's (Near Earth Asteroids) die in november 2001 ontdekt werden: 2001 VB, 2001 VK5, 2001 WS1 en 2001 WN5. Ze zijn allemaal ongeveer een kilometer groot. 
Aanvankelijk werd 2001 WN5 op de NEODyS Risk Page gezet, als planetoïde met een H=18,0, aangeduid als 'Dringend' in de prioriteitslijst. Dit wil zeggen dat inslag op de aarde mogelijk is, maar met een zeer kleine waarschijnlijkheid. De mogelijkheid was vooral te wijten aan te weinig observaties, waardoor de baan onvoldoende nauwkeurig kon berekend worden. Er werd verwacht dat de mogelijkheid van inslag zou verdwijnen na bijkomende observaties.
Toen spontane bijkomende observaties uitbleven werd op 28 november 2001 opgeroepen om bijkomende observaties te doen in de New Announcement list.
Op 20 december 2001 werd reeds bedankt voor de bijkomende observaties. Door de bijkomende observaties kon de baan van de 2001 WN5 beter berekend worden en bleek een inslag op aarde onmogelijk.